# Arisaema undulatifolium
Arisaema undulatifolium là một loài thực vật có hoa trong họ Ráy (Araceae). Loài này được Nakai mô tả khoa học đầu tiên năm 1929.